# Szeklence
Szeklence (ukránul: Сокирниця [Szokirnicja], oroszul: Сокирница [Szokirnyica], csehül: Sekernice) falu Ukrajnában, Kárpátalján, a Huszti járásban.

## Fekvése
Huszttól 10 km-re délkeletre a Szeklence-patak partján.

## Története

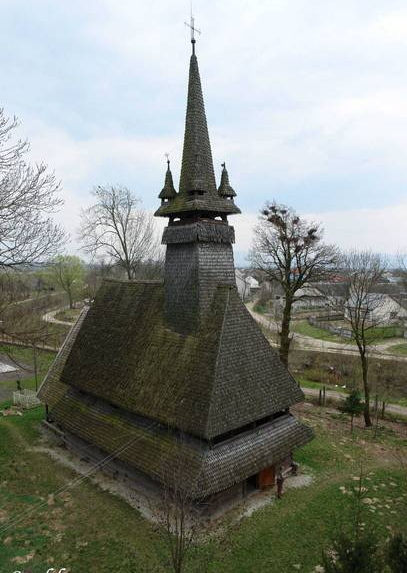
Szeklence fatemploma

Fatemploma a 17. század elején épült, melyet 1751-ben Szászfaluról ajándékként költöztettek át mai helyére.
1910-ben 2496, többségben ruszin lakosa volt, jelentős német kisebbséggel. A trianoni békeszerződésig Máramaros vármegye Huszti járásához tartozott. 

## Népesség
Ma 4200 lakosa van.

## Közlekedés
A települést érinti a Bátyú–Királyháza–Taracköz–Aknaszlatina-vasútvonal.